# Páty
Páty (németül: Pad) község Pest vármegye dunántúli részén, a Budakeszi járásban, a budapesti agglomerációban.

## Fekvése
Páty község Pest vármegyében, a Budapest–Zsámbék közlekedési út tengelyében, a fővárost Béccsel összekötő M1-es autópálya mentén helyezkedik el, a Budapesti Margit-szigettel nagyjából egy földrajzi szélességen, attól nyugatra. Az 1-es főút mentén Budapest és Tatabánya között fekszik. Lakóinak száma kb. nyolcezer fő. A Budai-hegységet a Gerecsétől és a Pilistől elválasztó Zsámbéki-medence délkeleti részében épült település Budapesttől közúton mért távolsága kb. 25 kilométer.
A vele szomszédos helységek: Zsámbék, Tök, Budajenő, Telki, Nagykovácsi, Budakeszi, Biatorbágy, Herceghalom és Bicske.
Budakeszit és a Zsámbéki-medencét a Mézes-völgy köti össze, amire találóan illik a „pátyi kapu” elnevezés. A Pátyi-medence átlagosan 180 méterrel a tengerszint felett helyezkedik el, peremvidékét 210–360 méter magas dombvidék koszorúzza. A gerincvonulatok lejtői festői környezetet adnak.

## Közlekedés

### Úthálózat
A település főutcája a Budapestet Zsámbékkal összekötő 1102-es számú mellékút, ezen kívül további mellékutak kötik össze Biatorbággyal (81 106-os) és Telkivel is (11 102-es mellékút, ez utóbbi földútként Nagykovácsiig folytatódik). Páty közigazgatási területén emellett áthalad az M1-es autópálya, az 1-es főút és a Budapest–Hegyeshalom–Rajka-vasútvonal is, és itt található a sztráda Sasfészek-tó nevű pihenőhelye, amely egyben közvetlen le- és felhajtási lehetőség is az autópályára az 1134-es összekötő úton keresztül.

### Autóbusz
Budapestről, a Kelenföld vasútállomástól induló 773-as és 774-es, valamint a Széll Kálmán térről induló 781-es, 782-es, 783-as, 784-es, 785-ös, 786-os, 787-es, 788-as, 789-es és 791-es jelzésű „kék” autóbuszokkal lehet megközelíteni. Zsámbék, Bicske és Budakeszi is sűrű autóbuszos összeköttetésben áll Páttyal. Mindhárom város fontos térségi központ középiskolákkal, bevásárlóközpontokkal, ipari parkkal, piaccal. Pátyon helyi járat is közlekedik KanyarGO néven, amely a község belsőbb területeit bejárva összeköttetést biztosít a Biatorbágy vasútállomással. Szombatra és vasárnapra virradó éjszakákon 922B jelzéssel is közlekedik autóbusz Budapest–Budakeszi útirányon át Zsámbékra, a viszonylat Páty után Telki, Budajenő, Perbál és Tök településekre is betér, a főváros felé azonban közvetlenül Pátyon át indul vissza.

### Vasút
Vasútállomása nincs a településnek, de öt kilométerre fekszik a MÁV Budapest–Hegyeshalom–Rajka-vasútvonal biatorbágyi vasútállomása, ahonnan fél óra alatt el lehet jutni a félóránként közlekedő vonatokkal mind Tatabányára, mind a fővárosba (Déli pályaudvar, Kelenföld).
Az állomáson megáll az S10-es, S12-es személyvonat és a G10-es gyorsított személyvonat is.
Pátyról a biatorbágyi vasútállomásra a Tatabánya és Budapest felől érkező vonatokkal is összehangolt menetrenddel hétköznaponként a KanyarGO buszjáratok közlekednek, így Pátyról közösségi közlekedéssel is gyorsan elérhető a Dél-Budai régió és a megyeszékhely rangú Tatabánya is. A biatorbágyi vasútállomáson van P+R parkoló és B+R tároló is.

## Története
A település ősidők óta lakott hely. Kőkori, réz- és bronzkori emlékei a helyi és környékbeli birtokosok magángyűjteményébe kerültek, de a vidékről a Magyar Nemzeti Múzeum is gazdag leletanyagot őriz.
A római kori feliratos kövek tanúsága szerint a határban lévő Főkút forrás gyógyító hatása hamar felkeltette az aquincumi táborváros előkelő lakóinak érdeklődését. Fürdőt építettek a gyógyító forrás mellé, a települést pedig mint jelentős középbirtokot, felvirágoztatták.
A falu nevét először egy adománylevél említi, amely 1286-ban, a virágvasárnapot követő ötödik vasárnapon (május 12-én) kelt.
A mohácsi csata után Páty is török uralom alá került, ám eltérően a környező települések többségétől, lakossága kisebb-nagyobb megszakításokkal mindvégig megmaradt.
A település 2007-ben a Pilisvörösváriból a Budaörsi kistérségbe került át, 2013-ban pedig a Budakeszi járás része lett.

## Közélete

### Polgármesterei
- 1990–1994: Kuthy Ákos (független)[4]
- 1994–1998: Dr. Korompay Péter (független)[5]
- 1998–2002: Wiedermann Gábor (független)[6]
- 2002–2006: Dr. Bognár András (MSZP)[7]
- 2006–2010: Dr. Bognár András (független)[8]
- 2010–2014: Székely László (független)[9]
- 2014–2019: Székely László (ÖF-Páty)[10]
- 2019–2024: Székely László (Fidesz-KDNP)[11]
- 2024– : Székely László (Fidesz-KDNP)[1]

## Népesség
A település népességének változása:
| Lakosok száma | 6974 | 7013 | 7476 | 8076 | 8620 | 8476 | 8610 |
|               | 2013 | 2014 | 2018 | 2021 | 2022 | 2023 | 2024 |

A 2011-es népszámlálás során a lakosok 89,6%-a magyarnak, 2,3% németnek, 2% cigánynak, 0,4% románnak, 0,2-0,2% lengyelnek és szlováknak mondta magát (10,2% nem nyilatkozott; a kettős identitások miatt a végösszeg nagyobb lehet 100%-nál). A vallási megoszlás a következő volt: római katolikus 30,9%, református 22%, görögkatolikus 1,2%, evangélikus 1%, felekezeten kívüli 18,1% (24,3% nem nyilatkozott).
2022-ben a lakosság 89,3%-a vallotta magát magyarnak, 2,8% cigánynak, 2% németnek, 0,3% románnak, 0,1-0,1% lengyelnek, görögnek, örménynek, bolgárnak, ruszinnak, szlováknak, ukránnak és szerbnek, 5,7% egyéb, nem hazai nemzetiségűnek (10,4% nem nyilatkozott; a kettős identitások miatt a végösszeg nagyobb lehet 100%-nál). Vallásuk szerint 25,5% volt római katolikus, 16,1% református, 1,2-1,2% evangélikus és görögkatolikus, 0,2-0,2% ortodox és izraelita, 1,8% egyéb keresztény, 0,7% egyéb katolikus, 15,4% felekezeten kívüli (37,3% nem válaszolt).
A faluban cigány és német kisebbségi önkormányzat működik.

## Nevezetességei

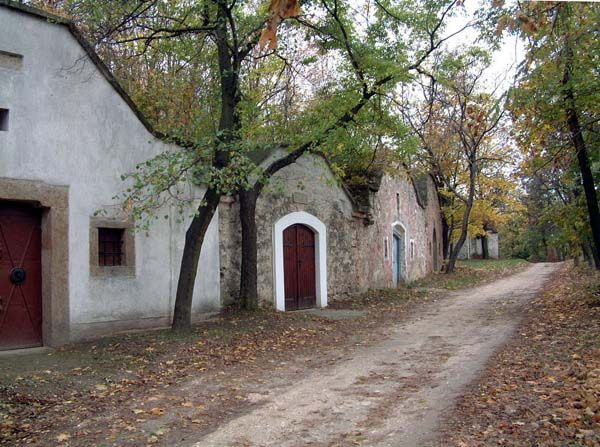
A pátyi pincesor

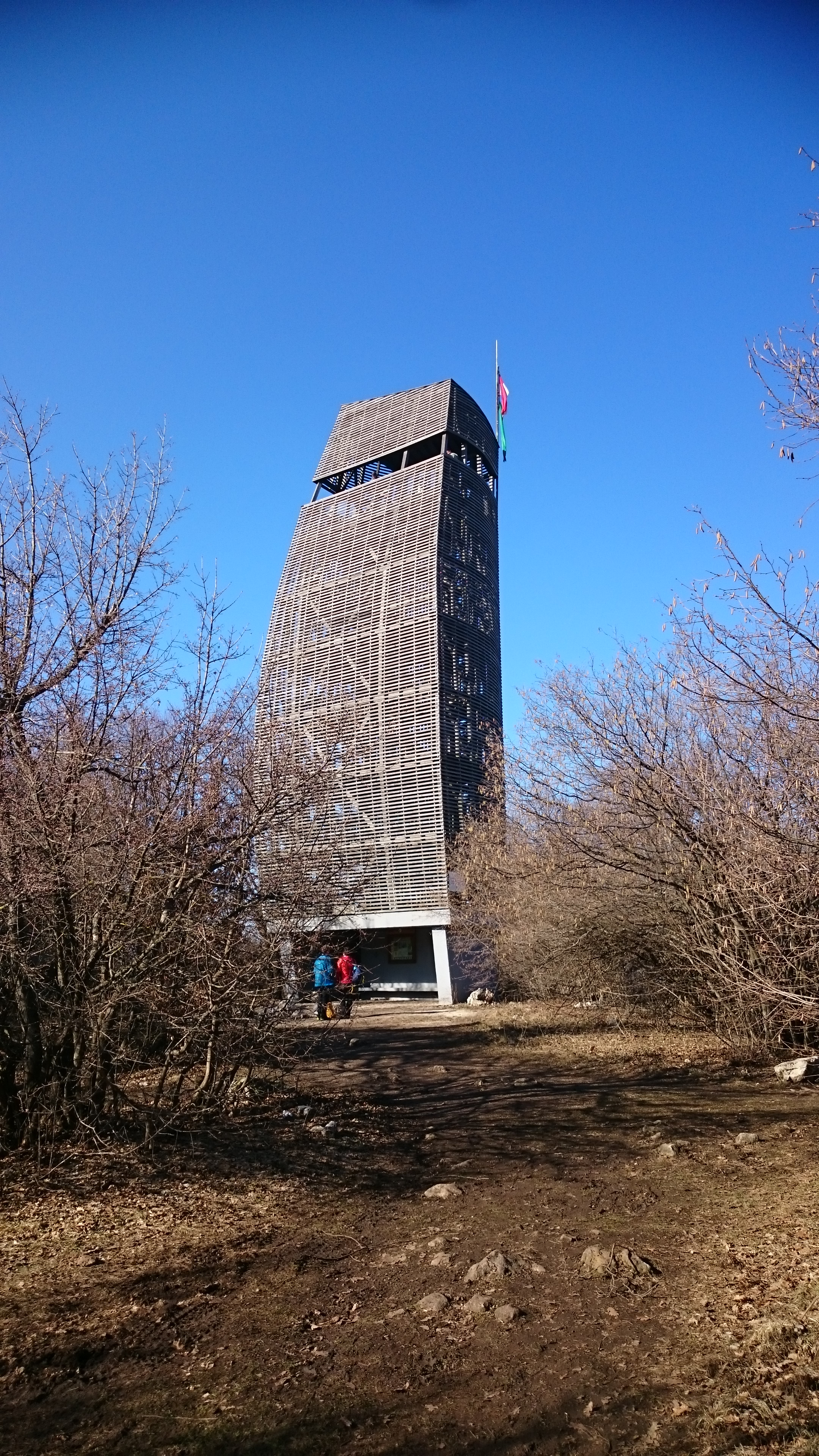
Csergezán Pál-kilátó

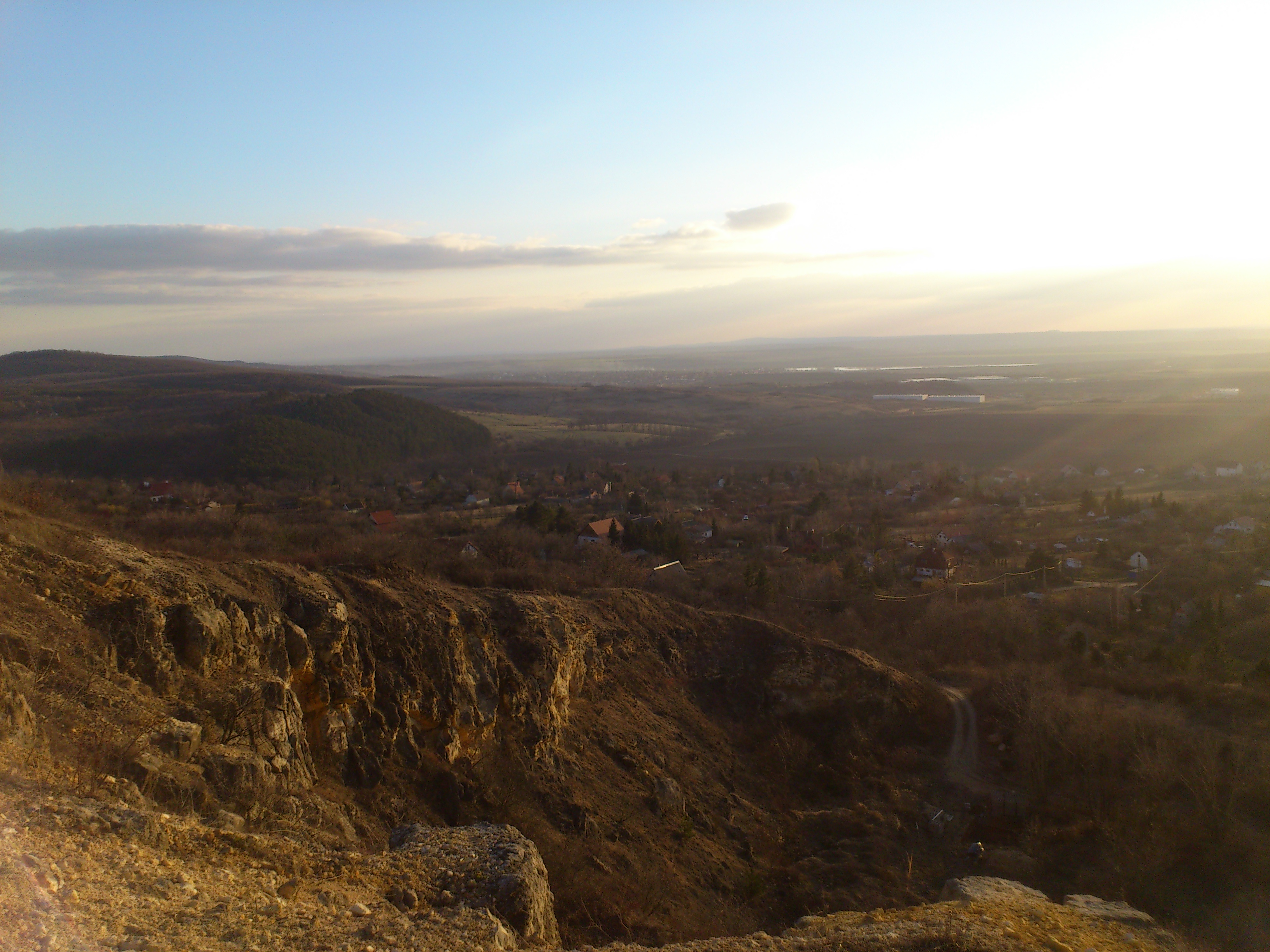
Bányatető panoráma

- Splényi–Váradi kastély (más néven Várady-kastély)
- Református templom
- Országzászló
- I. és II. világháborús emlékmű
- Római katolikus templom
- Pincesor
- Helytörténeti gyűjtemény
- 1956-os emlékmű
- Kossuth-szobor(Széchenyi tér)
- Rabec-kanyar – kiváló kiránduló hely a fenyvesben; télen sízésre is alkalmas
- Turul-szobor (2007)[14]
- A bányatetőről gyönyörű kilátás nyílik a Zsámbéki-medencére.
- A medencét nyugatról határoló Nagy-kopasz csúcsán álló Csergezán kilátóból minden égtáj felé messzire ellátni
- Minden év júniusában megrendezett Pincenapok (pátyi falunap)

## Ismert emberek
- Itt született 1865. szeptember 8-án Eisler Mátyás hebraista szakíró, Kolozsvár főrabbija, egyetemi magántanár.
- Itt él Csák Attila (1965–) szobrász, restaurátor, több szobrot készített a településnek is.

## Sportélete
A Pátyi SE egy amatőr labdarúgócsapat Pest vármegyében, a Zsámbéki-medencében. Mérkőzéseiket a Pátyi Sportpályán szokták játszani. A település önkormányzata 2014-ben elindult az MLSZ Országos Pályaépítési Programján. A beadott pályázat nyert, a kivitelezőket az MLSZ versenyeztette meg, és választotta ki a nyertest. A pálya fejlesztése 2015 májusában indult és augusztus végéig tartott. A csapat korábbi neve a 2000-es évek elején Lindab FC Páty volt. „A Csáky Dezső által vezetett csapat a hátralévő három fordulóban a bajnoki cím ellenére hozta meccseit, így elmondhatjuk, hogy veretlenül lett első a Lindab FC Páty. Bajnoki címet szerezni mindig nagy eredmény és öröm, legyen az bármely osztályban vagy sportágban. A pátyi futball újkori történelmének legnagyobb sikere ez, amelynek fényét emeli, hogy a tavalyi (2018-19-es) szezonban második helyen zárt a Lindab FC, és osztályozó mérkőzésen kiharcolta a feljutást a megyei II. osztályba (igaz mégsem ott indult aztán, mivel rendkívül zűrzavaros körülmények között valaki valakik elérték, hogy a Lindab FC ne juthasson fel a győzelem ellenére magasabb osztályba). Így két éven belül kétszer alkotott maradandót a Lindab Páty csapat, bizonyítva ezzel mindenkinek, hogy már túlnőtt a körzeti bajnokság színvonalán tudásban.”-részlet egy 2000-es évek eleji Pátyi Kurír újságcikkből, amelyet az akkori sportrovat szerkesztő Gigor Attila írt. A Lindab FC Páty néven futó egyesület 2004-ben megszűnt. 2004 után először a 2009–2010-es szezonban a Viadukt SE-Biatorbágy partnercsapataként indultak a Pest megyei harmadosztály Ráckeve-Ócsai csoportjában, Biatorbágy II.-Páty néven. 2011-ben ismét újjáalakult a klub Páty LSE néven. A 2011–2012-es szezonban utolsó helyen végzett a csapat a Pest megye harmadosztály közép-csoportjában. 2012-ben újra megszűnt. 2014-ben újjáalakult, és Pátyi Sportegyesület néven fut a mai napig.
A 2022–23-as szezonban első helyen végzett a klub a Pest megyei harmadosztály délnyugati csoportjában, ezáltal feljutott a Pest megyei másodosztály déli csoportjába. A bajnokcsapat tagja volt Budovinszky Krisztián is, aki a pátyi pincenapokon megrendezett aranyérem és kupa átvétel során bejelentette visszavonulását.
A csapat riválisai: Viadukt SE-Biatorbágy, Budakeszi SC, Perbál SC.

### Nevesebb játékosok
- Budovinszky Krisztián
- Takács Zoltán
- Bojtor László

### Az egyesület korábbi nevei[21]
- Pátyi Traktor (?–1960)
- Pátyi SC (1960–?)
- Lindab FC Páty (?–2004)
- Biatorbágy II.-Páty (2009–2010)
- Páty LSE (2011–2012)
- Pátyi Sportegyesület (2014–)

## Testvértelepülései
- Kirchheim bei München, Németország
- Zsobok, Erdély, Szilágyság

## Képek

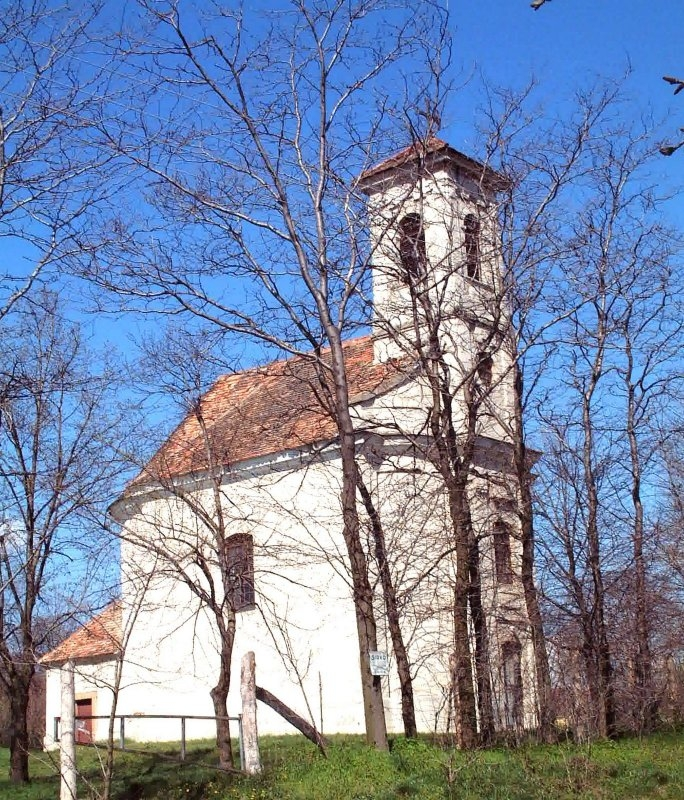
A pátyi katolikus templom
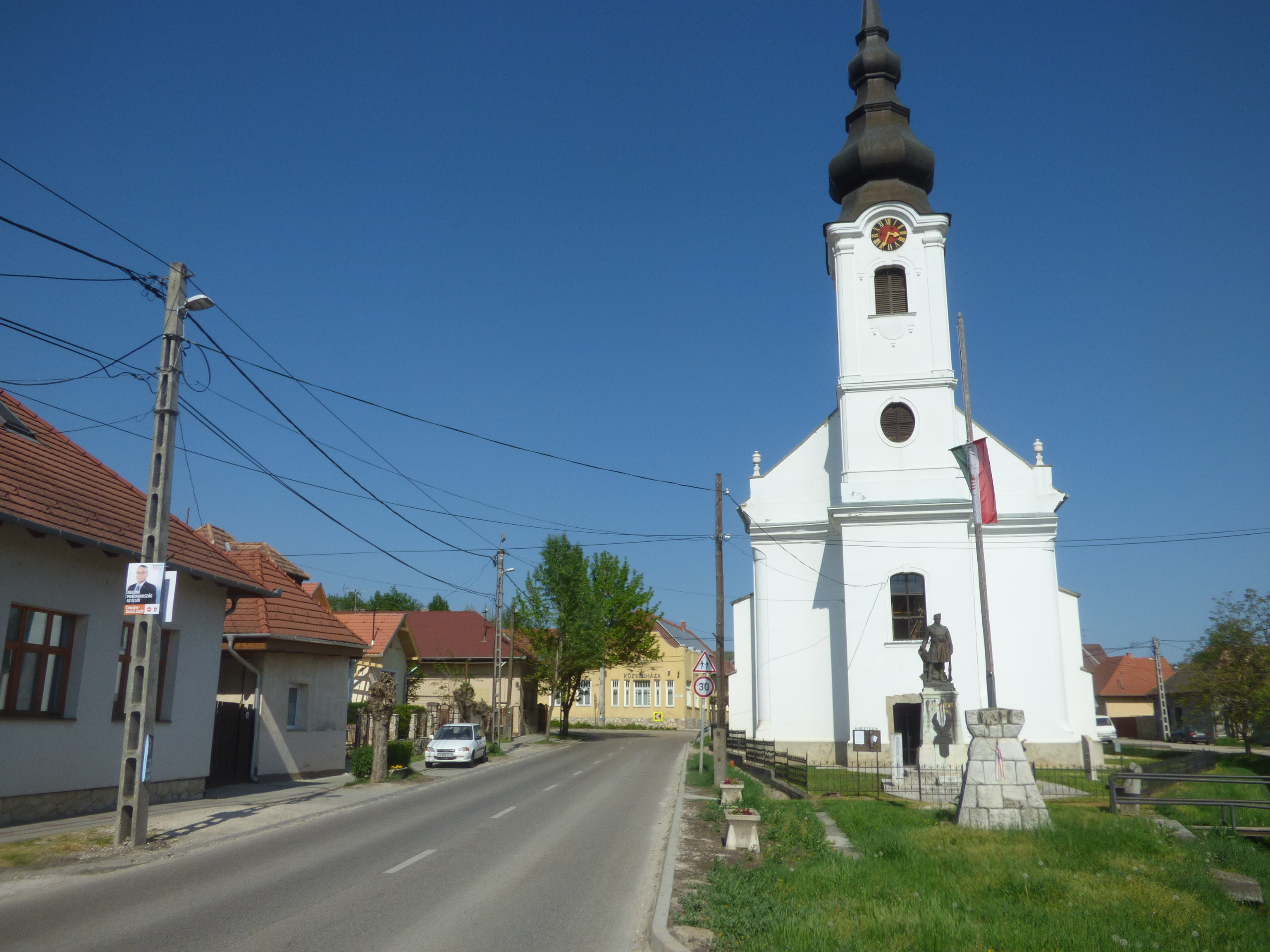
A református templom a torbágyi országút házaival
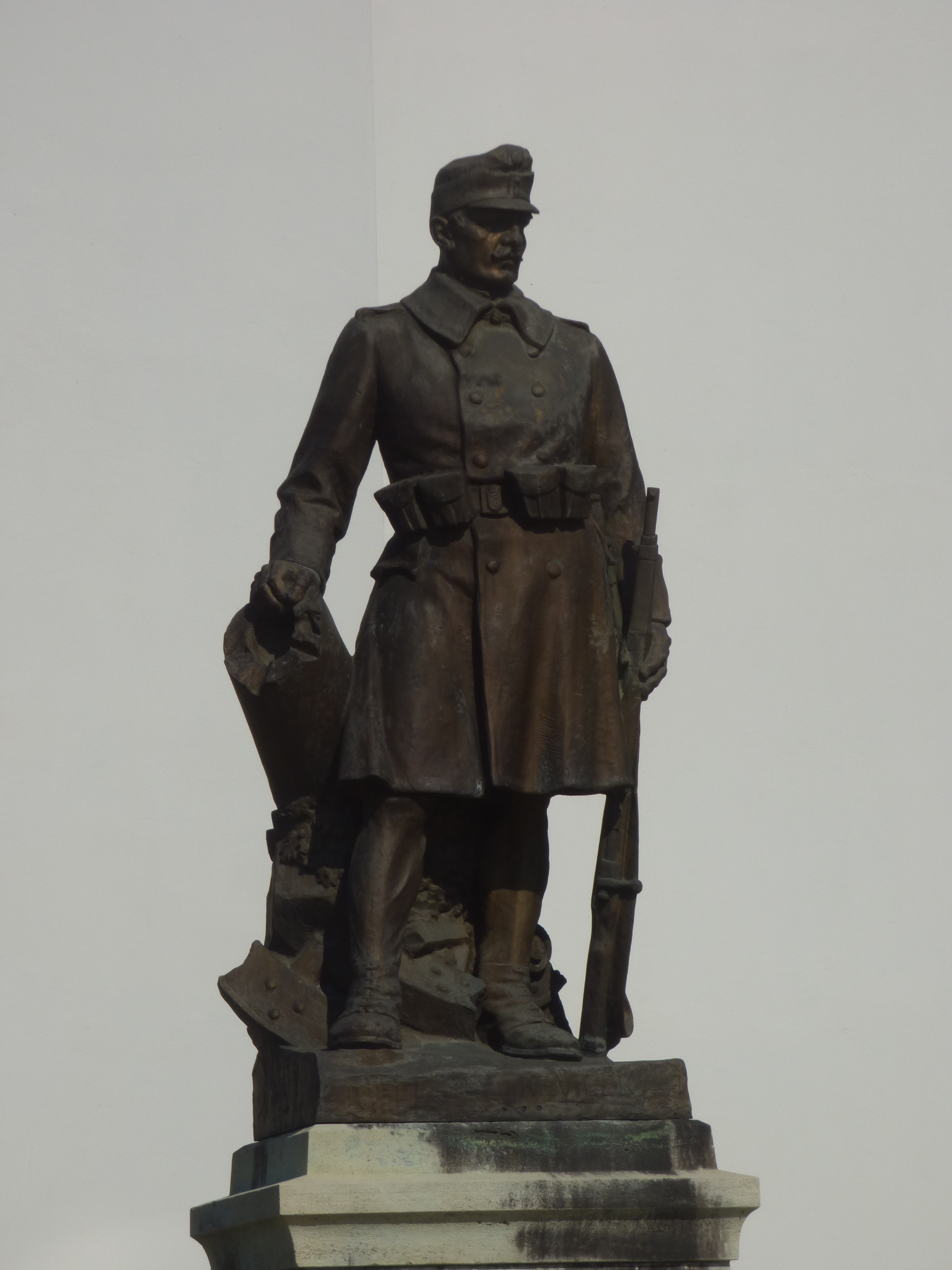
Szoboralak a világháborús hősök emlékművén
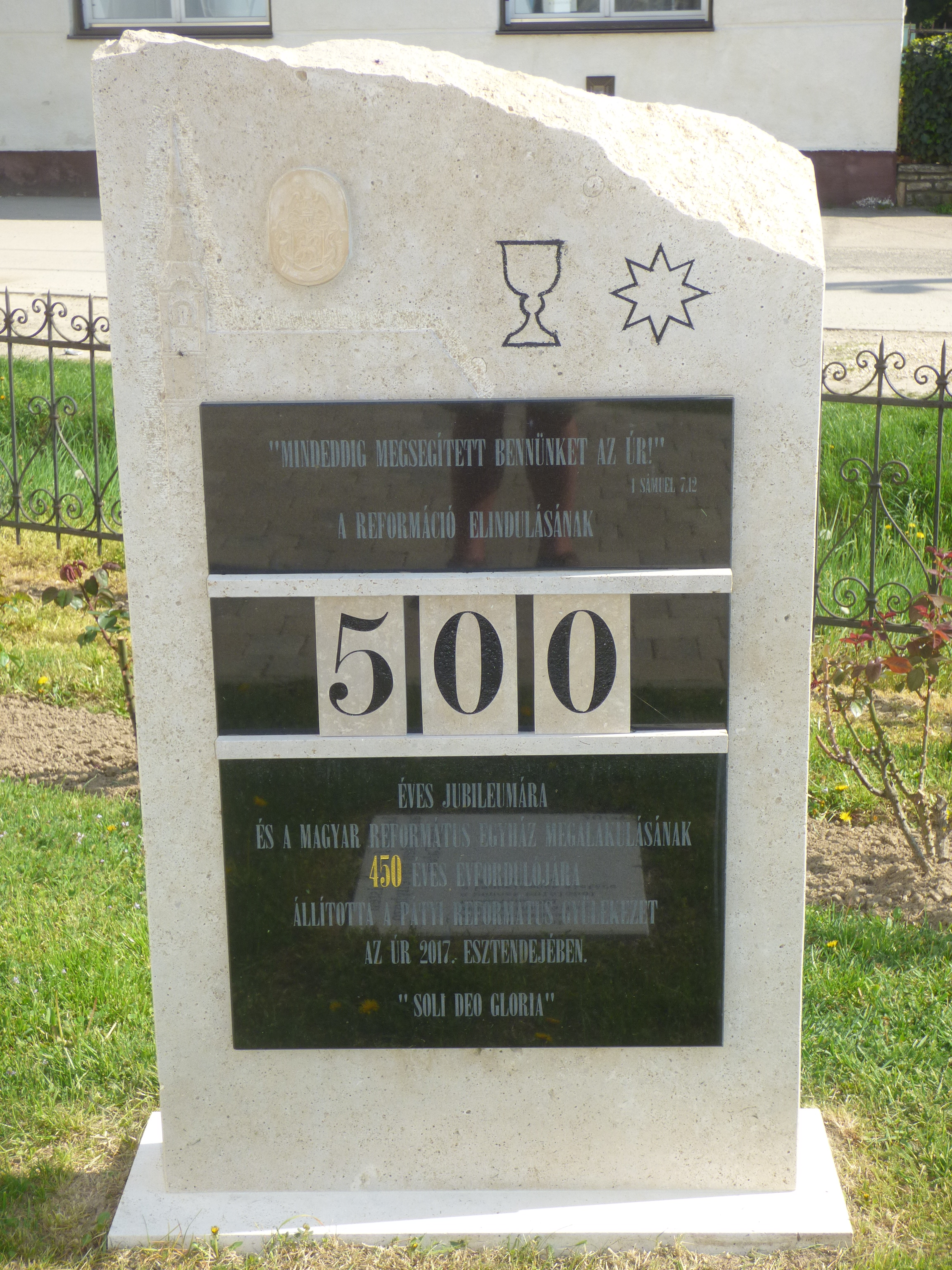
[[A reformáció emlékéve|A reformáció 500 éves évfordulójának]] emlékműve a református templom kertjében
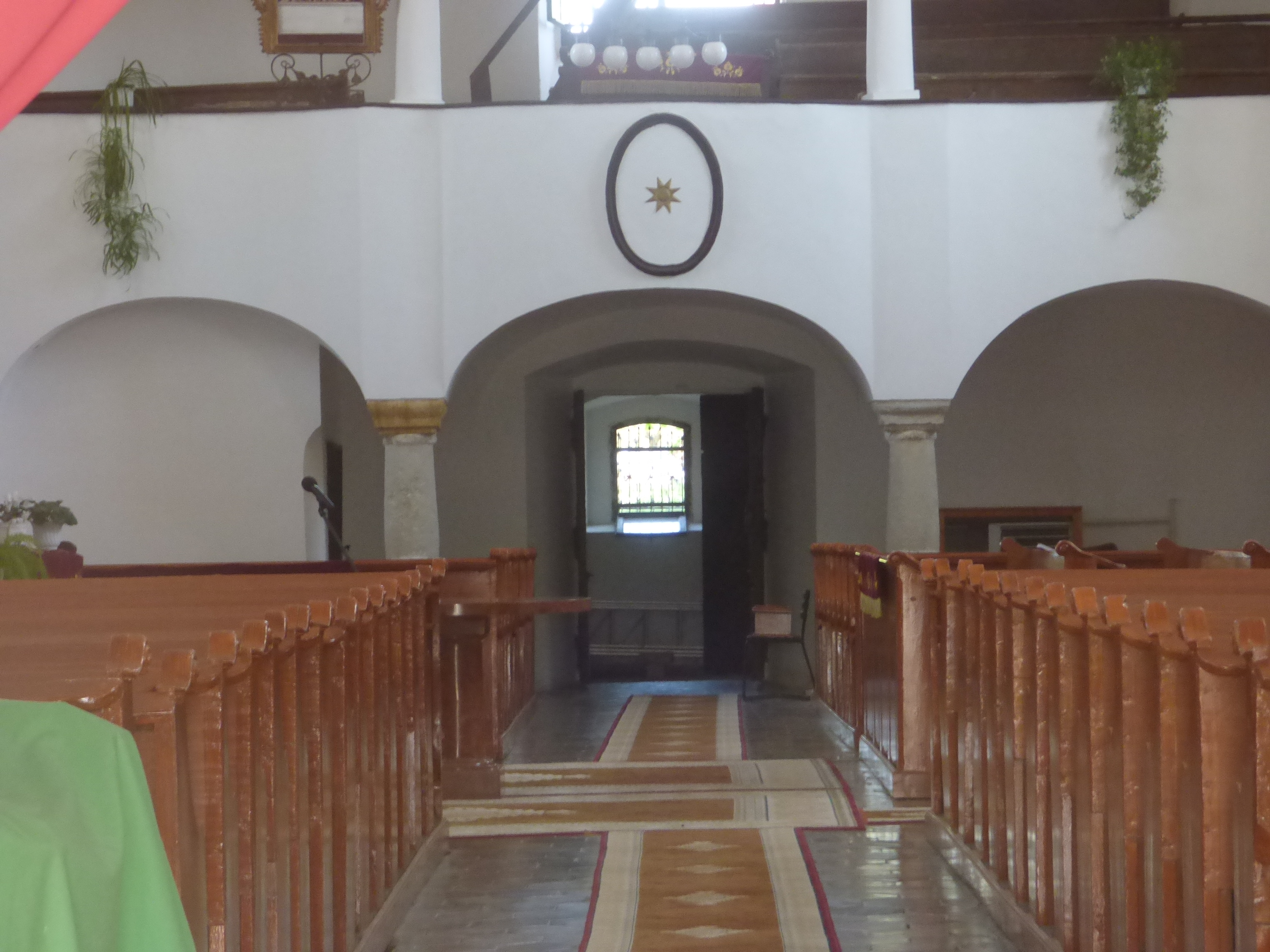
A református templom belső terének részlete a bejárat felől
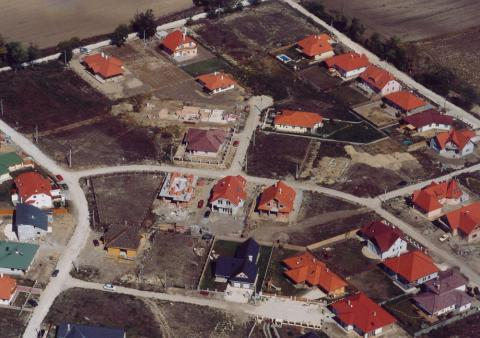
Légi fotó a település egy részéről
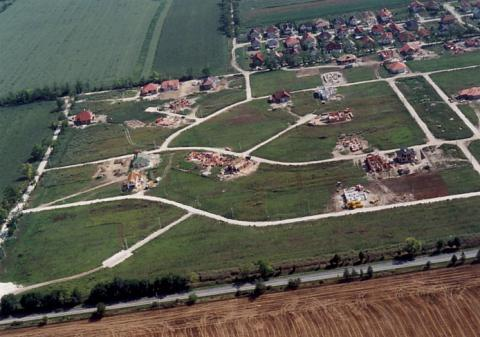
Légi fotó a település egy részéről
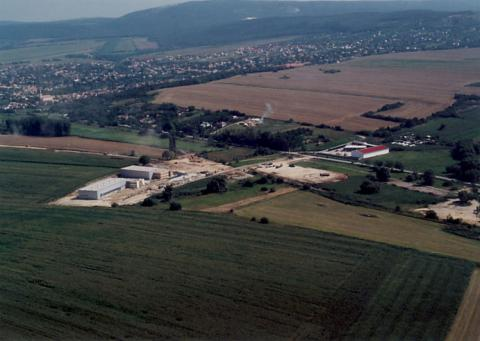
Légi fotó a település egy részéről